# Altersnachweissystem
Ein Altersnachweissystem bzw. Adult/Age Verification System (auch Altersverifikationssystem, AVS) ist eine technische Lösung, um das Alter, insbesondere die Volljährigkeit, von Personen zu bestätigen. Anwendung finden diese Systeme vor allem auf pornografischen Internetseiten oder in Onlineshops, die Filme oder Computerspiele vertreiben, deren Kauf nur Volljährigen erlaubt ist. Sie dienen somit zur Sicherstellung von alterskontrollierten geschlossenen Benutzergruppen im Internet. Zudem seit 2007 in Zigarettenautomaten, die nur von mindestens 18 Jahre alten Personen bedient werden dürfen. Die Systeme dienen vornehmlich dem Jugendschutz.

## Allgemeines
Nach deutschem Recht muss jedes Webangebot sicherstellen, dass jugendgefährdende Inhalte nicht an Jugendliche geliefert werden. Dazu ist eine Verifikation notwendig, die mindestens einmalig das Alter der Person feststellt und die bei der Lieferung von jugendgefährdenden Inhalten die Identität des Benutzers mit der überprüften Person sicherstellt. Welche Verfahren dabei verwendet werden müssen, ist durch den Gesetzgeber nicht im Einzelnen festgelegt. 
Für die Nutzer von derartigen Angeboten ergibt sich das Problem, bei jedem einzelnen Anbieter sein Alter nachzuweisen. Die Betreiber von Webangeboten müssen geeignete Verfahren anwenden und deren Tauglichkeit im Zweifelsfalle vor Gericht nachweisen können. Die konkrete Zulässigkeit von Prüfverfahren war in Deutschland bereits Gegenstand von Gerichtsverfahren zum Bundesgerichtshof.
Aus diesen Problemen heraus haben sich im Internet spezialisierte Firmen etabliert, die Altersverifikationen als Dienstleistung anbieten. Ein Nutzer kann einem AVS-Anbieter sein Alter nachweisen. Der AVS-Anbieter bestätigt den Webangeboten (Inhalteanbieter) gegenüber, dass dieser Nutzer volljährig ist. Auf diese Weise kann der Nutzer mit einer einzigen Altersprüfung bei einer Vielzahl von Webangeboten sein Alter nachweisen. 
Diese Trennung zwischen der Prüfung durch das AVS und dem Bezug von Inhalten beim eigentlichen Anbieter hat aus Sicht des Datenschutzes den Vorteil, dass der eigentliche Anbieter nicht auf die Daten zugreifen kann, die eventuell bei der Altersprüfung erfasst worden sind. Der Anbieter erfährt nur das Ergebnis der Altersprüfung.
Über diese Grundfunktion hinaus kann das AVS auch an der Abrechnung von kostenpflichtigen Angeboten mitwirken. In diesem Fall zieht das AVS im Namen des Inhalteanbieters Nutzungsentgelte ein und leitet sie an den Betreiber des Webangebotes weiter.

## Prüfungsverfahren (Beispiele)
Der Altersnachweis umfasst formal eine partielle Authentisierung (engl. authentication, deutsch auch Authentifizierung). Die Identität der Person wird dabei nicht authentisiert.

### Personalausweis / Reisepass
Das Vorlegen des Personalausweises ist ein gesetzlich zugelassenes Verfahren zur Verifikation (Authentisierung) im Umgang mit Jugend beeinträchtigenden Inhalten.
Bei der Überprüfung des Alters mittels Personalausweis oder Reisepass werden das in der Identifikationsnummer enthaltene Alter ausgelesen und die Prüfziffern der Ausweisnummer verifiziert, um die Gültigkeit der Angabe zu gewährleisten. 
Im erweiterten Verfahren kann die ebenfalls in der Identifikationsnummer enthaltene, für den Wohnort spezifische Behördenkennzahl mit dem angegebenen Wohnsitz abgeglichen werden.
Vorteil dieses Verfahrens ist, dass es schnell durchzuführen ist und keine Zusatzsoftware oder Hilfsgeräte des Kunden benötigt. Der weitere Vorteil dieses Verfahrens liegt darin, dass es zu keinem Medienbruch kommt. Bei vielen anderen Prüfarten – wie Postident oder anderen Face-to-Face-Kontrollen – ist für den Internetsurfer der zeitliche Aufwand zu groß, den Ausweis zu fälschen. Der Internetsurfer, der etwas konsumieren möchte, will dies meist sofort und nicht erst in zwei bis drei Tagen, in denen eine Face-to-Face Kontrolle möglich wäre. Daher werden diese Hürden einfach umgangen, indem ungeschützte Seiten aus dem Ausland aufgerufen werden.
Die Zulässigkeit dieses Verfahrens ist Gegenstand jahrelanger juristischer Auseinandersetzungen. Bislang war die Prüfung der Personalausweisnummer das einzig von Usern und Betreibern wirklich akzeptierte Verfahren mit einigen Millionen Benutzern und einigen 100.000 Seitenbetreibern aus Deutschland, Österreich und der Schweiz. Dadurch wurde auch ein breit angelegter Jugendschutz gewährleistet. Andere – von der „Jugendschutz.net GmbH“ oder der Kommission für Jugendmedienschutz (KJM) empfohlene – Systeme, die auf Basis der Face-to-Face Kontrolle funktionieren, stießen zunächst auf keine große Unterstützung, da diese Systeme bei den Benutzern kaum akzeptiert wurden.
Durch die aktuellen Urteile und das Verbot der Prüfung der Personalausweisnummer arbeiten jetzt nahezu alle AVS nach gleichen Vorgaben. Viele Erotikanbieter haben aber aus Angst vor dem wirtschaftlichen Ruin durch fehlende Userakzeptanz ihre Firmen ins Ausland verlegt.

#### Schwachpunkte
Die Identifikationsnummer ist zur vollständigen Authentifikation ungeeignet, da das Verfahren zur Berechnung der Ausweisnummer allgemein bekannt ist und somit scheinbar gültige Nummern einfach reproduziert werden können. Auch die zusätzliche Überprüfung der Behördenkennzahl (BKZ) schützt nicht vor solchen missbräuchlichen Generatoren, da es mit neueren Versionen möglich ist, gültige Nummern mit beliebiger BKZ zu erzeugen. Dazu muss man noch nicht einmal die Kombination BKZ zum eigenen Wohnort benutzen (was auch möglich wäre, wenn man lediglich das Alter fälschen wollte), da größere Tabellen durch eine einfache Suche im Internet aufzufinden sind.

### Datenbankcheck und Einschreiben
Die Anbieter prüfen die Identität des Kunden über zentrale Datenbanken, z. B. über den Identitäts-Check mit Q-Bit der Schufa Holding AG oder elektronische Abfrage von Melderegistern und stellen das benötigte Passwort mittels persönlichem Einschreiben dem Kunden zu. Das Verfahren gilt als sehr sicher, erfordert aber eine Wartezeit bis zum Abschluss und der Preis ist relativ hoch.

### Datenbankcheck und Abbuchung
Das AVS erhält vom Nutzer dessen Kontendaten. Diese Kontendaten werden mit einer Auskunft abgeglichen, die bestätigen kann, dass der Nutzer bei der Einrichtung seines Kontos einen Ausweis vorgelegt hat und demnach volljährig ist. Der Anbieter bucht einen Betrag vom Konto des Nutzers und übermittelt im Buchungstext ein Passwort. Mit diesem Passwort kann sich der Nutzer bei seinem AVS als die Person identifizieren, die Kontoinhaber ist.

### Webcam
Der Nutzer verbindet sich über das Internet mit dem AVS. Ein Prüfer begutachtet das Erscheinungsbild und Stimme. Nur verwendbar, wenn das Erscheinungsbild eindeutig ist.

### eID-Funktion des neuen Personalausweises (Deutschland)
Altersabfragen können über die eID-Funktion des neuen Personalausweises durchgeführt werden, ohne dass weitere Daten offenbart werden. Die Anwendung bestätigt oder verneint lediglich die Abfrage, ob eine Person ein bestimmtes Alter überschritten hat.

### Postident-Verfahren
Bei der Überprüfung mittels des Postident-Verfahrens muss der Kunde sein Alter in einer Postfiliale überprüfen lassen. Dem Anbieter werden die Daten des Kunden dann von der Post zugestellt. Das Verfahren gilt als sehr sicher, erfordert aber eine Wartezeit bis zum Abschluss und der Preis ist recht hoch. Das Verfahren schließt auch nicht aus, dass die übermittelten Daten unbefugt weitergegeben werden. Der Nachteil dieser Methode ist der Medienbruch. Dies wirkt sich zum Beispiel folgendermaßen aus:
Ein Kunde möchte etwas kaufen. Um den Kaufvorgang abzuschließen, muss er jedoch altersüberprüft werden. Dazu muss er ein Formular ausfüllen, damit über das Postident-Verfahren sein Alter geprüft werden kann. Nach dem Absenden des Formulares kann er nicht seinen Kauf abschließen, sondern muss erst die Laufzeit von zwei bis drei Tagen abwarten. Erst nach Zugang der Postident-Unterlage kann er den eingeleiteten Kauf abschließen. Im Normalfall erwartet der Kunde, einfach einen Shop oder eine Webseite ohne eine derartige Prüfung aufzusuchen und seinen Kauf sofort abschließen zu können.

### ID-Pass, ehemals NetGate
Bei dieser Altersverifikations-Methode handelt es sich um ein von der KJM und FSM positiv begutachtetes Verfahren der Deutschen Telekom. Die Telekom nutzt die Altersverifikation mit ID-Pass für die eigenen Dienste wie MagentaTV, bietet es als AVS-Service aber auch Dritten an. Ein Nutzer des Dienstes registriert sich zuerst einmal online und durchläuft dann eine Verifikation mit dem Telekom-eigenen Videoident bzw. durch ein Bank-Ident-Verfahren. Nach erfolgreicher Verifikation vergibt sich der Nutzer eine eigene Erwachsenen-PIN, die sofort bei allen ID-Pass Partnern eingesetzt werden kann.

### Geldkarte
Auf dem kontaktbehafteten Chip der Geldkarte lässt sich eine Information (Jugendschutzmerkmal) speichern, über die bestätigt werden kann, dass der Inhaber mindestens 16 Jahre alt oder volljährig ist. Das Jugendschutzmerkmal lässt sich auslesen mittels eines einfachen Kartenlesegerätes (Klasse-1: ohne Tastatur und Display), eines Taschenkartenlesers oder durch einen Gang zum Zigarettenautomaten. 
Seit dem 1. Januar 2007 funktionieren Zigarettenautomaten auch für Münzzahler nur noch, wenn man sich mit Geldkarte ausweist. § 10 Abs. 2 Jugendschutzgesetz schreibt vor, dass Tabakwaren in Automaten nur dann angeboten werden dürfen, wenn ein Automat 
1. an einem Kindern und Jugendlichen unter 18 Jahren unzugänglichen Ort aufgestellt ist oder
2. durch technische Vorrichtungen oder durch ständige Aufsicht sichergestellt ist, dass Kinder und Jugendliche unter 18 Jahren Tabakwaren nicht entnehmen können.
Beim Einsatz der Geldkarte als AVS ist keine gesonderte Vier-Augen-Kontrolle erforderlich, da diese bereits bei der Kontoeröffnung erfolgt ist und die Geldkarte mit Jugendschutzmerkmal ausschließlich von Finanzinstituten an ihre Kunden ausgegeben wird. Die Verbreitung von Kartenlesegeräten in Verbindung mit neuen Geldkarten bei Endverbrauchern bewegt sich laut Auskunft von Herstellern der Kartenlesegeräte derzeit im Bereich von Zehntausenden.

### Giropay-ID
Mit Giropay-ID stellen deutsche Sparkassen und Banken eine KJM-konforme Online-Altersverifikation zur Verfügung. Giropay-ID basiert dabei wie das Online-Überweisungsverfahren Giropay auf dem Online-Banking mit PIN und TAN. Führt der Kunde eine Altersverifikation mittels Giropay-ID durch, so wird er zum Online-Banking seiner an Giropay-ID teilnehmenden Bank oder Sparkasse geleitet. Dort loggt er sich mit seinen gewohnten Zugangsdaten ein und beauftragt sein Kreditinstitut seine Volljährigkeit gegenüber dem Händler zu bestätigen. Der Händler erhält dann den vollständigen Namen sowie das Merkmal "volljährig ja/nein" direkt von der Bank übermittelt. Damit kann die Altersverifikation online fallabschließend durchgeführt werden. 
Als Besonderheit bei Giropay-ID gilt die Möglichkeit, die Altersverifikation direkt mit einer giropay-Zahlung zu kombinieren. In diesem Fall verifiziert und zahlt der Kunde mit der Eingabe nur einer TAN. Dabei wird zunächst die Altersverifikation durchgeführt und nur im Erfolgsfall (Kunde ist volljährig) wird auch die Zahlung ausgeführt.

## Gesetzliche Vorschriften

### Deutschland
In Deutschland ist ein AVS für alle jugendgefährdenden Internetseiten vorgeschrieben. Welche Möglichkeit der Alterskontrolle der Anbieter dafür wählt, ist diesem selbst überlassen. Ausschlaggebend ist der § 184 StGB und der Jugendmedienschutz-Staatsvertrag (JMStV). Für Zigarettenautomaten gilt § 10 Abs. 2 Jugendschutzgesetz.

### Vereinigtes Königreich
In Großbritannien müssen Websites, die benutzergenerierte Inhalte hosten, sich seit Sommer 2025 aufgrund des „Online Safety Bill“ durch die britische Medienaufsichtsbehörde Ofcom einer bestimmten Kategorie zuordnen lassen. Je nach Kategorie sind sie dann zur Verifizierung des Alters der Besucher verpflichtet.